# Textuur (muziek)
Bij textuur van geïmproviseerde en gecomponeerde muziek gaat het om de gelaagdheid van melodieën en eventuele begeleiding. Textuur is de manier waarop het tempo, de melodische en harmonische materialen worden gecombineerd in een muzikale compositie.
De belangrijkste textuuronderscheiding is in monofonie, heterofonie, homofonie en polyfonie.

## Monofonie (monodie)
Bij monofonie is sprake van een eenstemmige melodie. Als er een schaarse op de achtergrond blijvende begeleiding is, spreekt men ook wel van monodie. Monofone muziek werd oorspronkelijk niet genoteerd en was niet aan een maatsoort gebonden. 

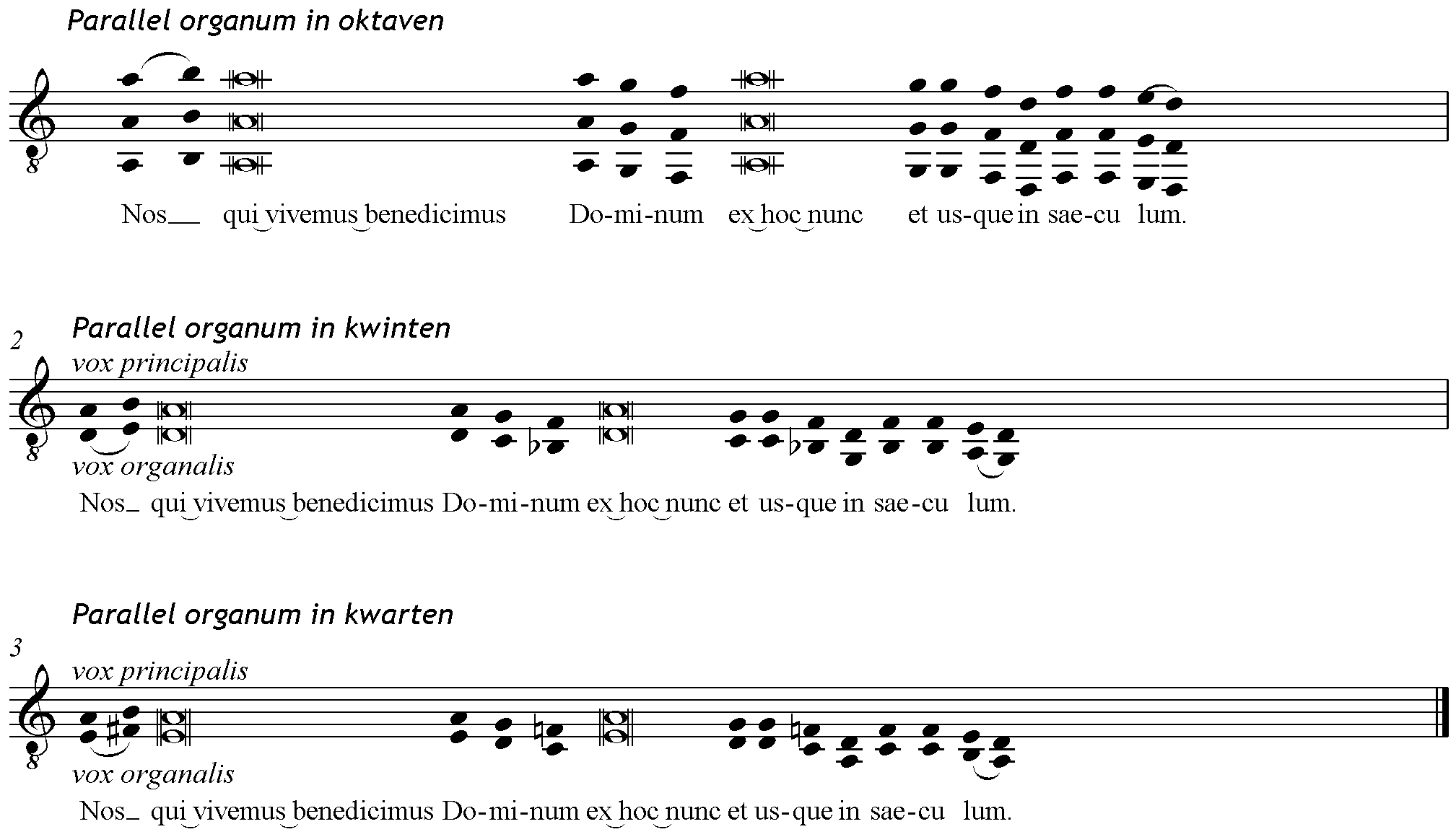
Voorbeeld van parallel organum in octaven, kwinten en kwarten

Chant en gregoriaanse muziek zijn voorbeelden van monofone muziek. Deze laatste is ontstaan in de Katholieke Kerk voor de Romeinse liturgie.

## Van monofonie naar heterofonie
Het organum is een ontwikkeling van monofone naar heterofone (meerstemmige) muziek. Bij de eenvoudige vormen van het organum is er een eerste stem (een Gregoriaanse melodie, de vox principalis, later cantus firmus) en een tweede stem (vox organalis) met vaste toonhoogte (drone), of een parallelle stem met een vaste afstand (octaaf, kwint of kwart) onder of boven de hoofdmelodie. Het was nog niet nodig de muziek te noteren. Bij een tweede stem met meer variatie, zoals een wisselende afstand tot de hoofdmelodie of in een ander ritme, groeide de noodzaak de muziek te noteren.

## Heterofonie

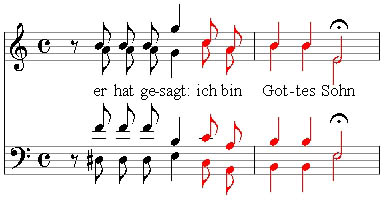
Voorbeeld van meerstemmigheid in de Matthäus-Passion van Bach. (De noten in zwart zijn heterofoon, en de noten in rood zijn unisono.)

Bij heterofonie of meerstemmige muziek zingen of spelen meerdere stemmen dezelfde melodie tegelijk, maar elk op hun eigen manier. Heterofonie is een term die gehanteerd wordt om de afwijkingen van de eenstemmigheid (monofonie) van een melodie in verschillende muzikale partijen aan te duiden. Dit betekent dat twee of meer muzikale stemmen (instrumenten of zangstemmen) verschillende tonen produceren.

## Homofonie

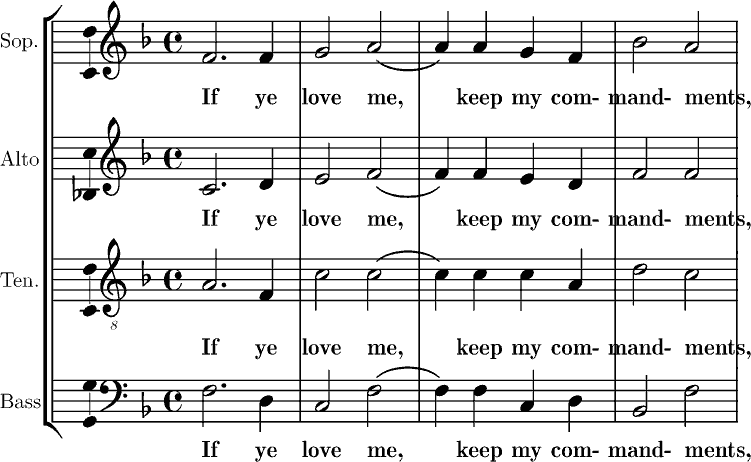
Homofonie in Thomas Tallis' "If ye love me," gecomponeerd in 1549.

Homofonie duidt op meerstemmige muziek, waarbij alle stemmen en woorden als ze gezongen worden, (vrijwel) gelijktijdig declameren. In andere woorden: wanneer de afzonderlijke partijen van een meerstemmig stuk allemaal grotendeels hetzelfde ritme hebben, spreken we van homofone muziek. Verticaal gezien vormen de stemmen tezamen vaak akkoorden. Homofonie is het tegenovergestelde van polyfonie. Voorbeelden van homofone muziek zijn de gezongen hymnes in de protestantse traditie evenals het Anglicaanse gezang.

## Polyfonie
Bij polyfonie is er meer dan één stem met meerdere melodieën tegelijkertijd in al dan niet verschillende stemregisters. Het basisprincipe is daarbij dat alle stemmen een volwaardige rol hebben of gelijkwaardig zijn. De stemmen verschillen van elkaar in zowel noten, melodie als in ritmes. De verschillende ritmes helpen de stemmen gescheiden te houden. Als de afzonderlijke stemmen grotendeels hetzelfde ritme hebben is er sprake van homofonie.
Polyfonie wordt doorgaans beschouwd als de hoogste prestatie van westerse kunstmuziek. Contrapunt is hiervan het klassieke voorbeeld. Bekende voorbeelden van polyfone muziek zijn de canon, ricercare en fuga.